# João Cabral (Jesuit)
João Cabral (* 1599 in Celorico da Beira; † 4. Juli 1669 in Goa; in englischen Quellen auch John Cabral) war ein jesuitischer Missionar aus Portugal.

## Leben
Cabral trat im Alter von 16 Jahren dem Jesuitenorden bei.
1624 begab er sich nach Indien. Ab April 1626 reiste Cabral mit Estêvão Cacella über die portugiesischen Handelsrouten von Goa über Hugli, Dhaka nach Koch Bihar. Von dort reisten beide allein weiter in die bhutanische Stadt Paro, wo sie sich von Februar bis Oktober 1627 aufhielten. Cacella und Cabral waren damit die ersten Vertreter der Römisch-katholischen Kirche in Bhutan und überhaupt die ersten Europäer, die das Land erreichten. Beide lernten dort Shabdrung Ngawang Namgyel kennen. Sie schickten an Vater Alberto Laertius in Malabar Briefe, in denen sie über ihre Reise berichteten. Diese wurden erst 1924 in den Archiven des Jesuitenordens in Rom wiederentdeckt.
Später missionierte Cabral unter anderem in Kochi, Tonkin, Malakka, Macau und Japan.